# Ferhadija (Sarajevo)
Ferhadija džamija je džamija u Sarajevu. Izgradio ju je Ferhad-beg Vuković-Desisalić, bosanski sandžak-beg. Oštećena je tijekom rata u BiH.
Nalazi se u središtu Sarajeva, uz glavno sarajevsko šetalište, malo ispod Gazi Husrev-begova bezistana i tašlihana. Najmlađa je potkupolna džamija u Sarajevu. Ferhad-beg je u sklopu svoje džamije podigao mekteb, česmu i imaret (javnu kuhinju). Ovi objekti su stradali u požaru 1697. godine, pa je mekteb obnovio Mehmed-beg Dženetić, ali je i ta zgrada izgorjela 1879. godine. U ovom mektebu je jedno vrijeme bio muallim (učitelj) i poznati sarajevski ljetopisac Bašeskija. Od svih Ferhad-begovih objekata do danas su jedino sačuvani džamija i oko nje malo groblje.